# Trulli Formula E Team
Das Trulli Formula E Team war ein italienisches Motorsportteam, das von Jarno Trulli zur Teilnahme an der FIA-Formel-E-Meisterschaft gegründet wurde. Trulli nahm am 18. Juni 2014 den Platz von Drayson Racing ein und war damit das letzte der zehn Teams, die als Teilnehmer der neuen Rennserie vorgestellt wurden. Nachdem das Team zu den ersten beiden ePrix der zweiten Saison nicht angetreten war, gab es am 15. Dezember 2015 bekannt, mit sofortiger Wirkung aus der FIA-Formel-E-Meisterschaft auszusteigen.

## Geschichte
Nachdem Jarno Trulli im März 2014 den Spark-Renault SRT_01E, das Einheitsauto der ersten Saison der FIA-Formel-E-Meisterschaft getestet hatte, gab er rund vier Monate vor dem Saisonstart bekannt, als Fahrer und Teamchef in Personalunion mit einem eigenen Team unter dem Namen TrulliGP anzutreten. Das Team nahm den Platz von Drayson Racing ein, Drayson wurde als technischer Partner des Teams eingeschrieben. Obwohl das Team in der Meldeliste mit italienischer Lizenz unter dem Namen Trulli Formula E Team antrat, gab die Formel E als Teamsitz die Schweiz an. Die Betreuung der Renneinsätze erfolgte durch Super Nova Racing.
Neben Trulli war zu Saisonbeginn Michela Cerruti als Fahrerin genannt. Nach dem vierten Rennen in Buenos Aires wurde sie durch Vitantonio Liuzzi ersetzt, der beim Saisonfinale in London wegen einer Terminkollision durch Alex Fontana vertreten wurde. Das Team beendete die erste Saison mit nur zwei Top-10-Ergebnissen auf dem zehnten Gesamtrang. Einzig beim Berlin ePrix konnte Trulli mit der Pole-Position auf sich aufmerksam machen.
Trulli wollte ab der zweiten Saison der FIA-Formel-E-Meisterschaft ein Fahrzeug mit selbst konstruiertem Antrieb unter dem Namen Motomatica JT-01 einsetzen. Liuzzi verlängerte seinen Vertrag, Jarno Trulli beendete hingegen seine Rennfahrerkarriere und konzentrierte sich auf seine Rolle als Teamchef. Seinen Platz im Cockpit nahm Salvador Durán ein, der einen Großteil der Vorsaison für das Team Amlin Aguri bestritt. Nachdem das Team den Saisonauftakt auslassen musste, da wichtige Teile des Antriebes beim Zoll festhingen, musste es auch das zweite Rennen in Putrajaya auslassen, da die Fahrzeuge die technische Abnahme nicht bestanden. Kurz vor dem dritten Rennen in Punta del Este gab das Team dann den Ausstieg aus der Meisterschaft bekannt.

## Statistik

### Einzelergebnisse in der FIA-Formel-E-Meisterschaft
| Fahrer                             | Nr.                                | 1   | 2   | 3   | 4   | 5   | 6   | 7   | 8   | 9   | 10  | 11  | Punkte | Rang |
| ---------------------------------- | ---------------------------------- | --- | --- | --- | --- | --- | --- | --- | --- | --- | --- | --- | ------ | ---- |
| FIA-Formel-E-Meisterschaft 2014/15 | FIA-Formel-E-Meisterschaft 2014/15 | BEI | PUT | PUN | BUE | MIA | LBH | MON | BER | MOS | LON | LON | 17     | 10.  |
| Jarno Trulli                       | 10                                 | DNF | 16  | 4   | DNF | 15  | DNF | 11  | 19* | 18  | 15  | DNF | 17     | 10.  |
| Michela Cerruti                    | 18                                 | 16  | DNF | 12  | DNF |     |     |     |     |     |     |     | 17     | 10.  |
| Vitantonio Liuzzi                  | 18                                 |     |     |     |     | 16  | 13  | NC  | 9   | 17  |     |     | 17     | 10.  |
| Alex Fontana                       | 18                                 |     |     |     |     |     |     |     |     |     | DNF | 14  | 17     | 10.  |
| FIA-Formel-E-Meisterschaft 2015/16 | FIA-Formel-E-Meisterschaft 2015/16 | BEI | PUT | PUN | BUE | MEX | LBH | PAR | BER | LON | LON |     | –      | 10.  |
| Salvador Durán                     | 10                                 | DNP |     |     |     |     |     |     |     |     |     |     | –      | 10.  |
| Jarno Trulli                       | 10                                 |     | DNP |     |     |     |     |     |     |     |     |     | –      | 10.  |
| Vitantonio Liuzzi                  | 18                                 | DNP | DNP |     |     |     |     |     |     |     |     |     | –      | 10.  |

| Legende                      | Legende       | Legende                                                                 |
| Farbe                        | Abkürzung     | Bedeutung                                                               |
| ---------------------------- | ------------- | ----------------------------------------------------------------------- |
| Gold                         | —             | Sieger                                                                  |
| Silber                       | —             | 2. Platz                                                                |
| Bronze                       | —             | 3. Platz                                                                |
| Grün                         | —             | Platzierung in den Punkten                                              |
| Blau                         | —             | Klassifiziert außerhalb der Punkteränge                                 |
| Violett                      | DNF           | Rennen nicht beendet                                                    |
| Violett                      | NC            | nicht klassifiziert                                                     |
| Rot                          | DNQ           | nicht qualifiziert                                                      |
| Schwarz                      | DSQ           | disqualifiziert                                                         |
| Weiß                         | DNS           | nicht am Start                                                          |
| Weiß                         | WD            | zurückgezogen                                                           |
| Weiß                         | C             | Rennen abgesagt                                                         |
| Blanko                       |               | nicht teilgenommen                                                      |
| Blanko                       | DNP           | gemeldet, aber nicht teilgenommen                                       |
| Blanko                       | INJ           | verletzt oder krank                                                     |
| Blanko                       | EX            | ausgeschlossen                                                          |
| sonstige Formate und Zeichen | P/fett        | Pole-Position                                                           |
| sonstige Formate und Zeichen | kursiv        | Schnellste Rennrunde (ab 2017/18: Schnellste Rennrunde der ersten Zehn) |
| sonstige Formate und Zeichen | unterstrichen | Führender in der Gesamtwertung                                          |
| sonstige Formate und Zeichen | °             | FanBoost                                                                |
| sonstige Formate und Zeichen | *             | nicht im Ziel, aufgrund der zurückgelegten Distanz aber gewertet        |
| sonstige Formate und Zeichen | ( )           | Streichresultat                                                         |